# Wedprekash Joeloemsingh
Wedprekash Joeloemsingh is een Surinaams politicus. Van 2005 tot 2010 was hij lid van De Nationale Assemblée voor de NDP. Hij was van 2012 tot 2019 dc van Nickerie en viel enkele keren in als dc van Coronie. Van 2019 tot 2020 was hij dc van Wanica-Noordwest.

## Biografie
Tijdens de verkiezingen van 2005 werd Joeloemsingh voor de NDP in Wanica verkozen tot lid van De Nationale Assemblée (DNA). Daar hield hij zich onder meer bezig met de melksector.
In mei 2011 trad hij toe tot het bestuur van de Culturele Unie Suriname (CUS). Enkele maanden later won hij overtuigend het voorzitterschap van de NDP in Koewarasan. Het voorzitterschap ging hij echter niet aan, omdat hij tezelfdertijd in beeld kwam voor de functie van districtscommissaris (dc) van Nickerie.
Op 10 februari 2012 werd hij uiteindelijk beëdigd als de nieuwe dc van Nickerie. De officiële overdracht door waarnemend dc Roline Samsoedien vond op 21 februari plaats. In mei 2012 evenals in 2016/2017 was hij ernaast waarnemend dc van Coronie. In 2013 was hij drie weken in het buitenland en werden zijn taken waargenomen door dc Harrold Sijlbing.
In 2014 kreeg hij van twee politiek analisten kritiek dat hij de functie van dc als politiek podium gebruikte, waarmee hij zich niet als burgervader opstelde van alle inwoners van zijn district. De kritiek werd geuit door Hardeo Ramadhin en Hans Breeveld. In contrast daarmee verspreidde hij in 2016 in Corornie een circulaire waarin hij het personeel ten strengste verbood op het werk over politieke onderwerpen te discussiëren op straffe van sancties.
Op 11 januari 2019 volgde Nisha Kurban-Baboe hem op en aan het eind van de maand schoof hij door naar Wanica-Noordwest. Op 25 augustus 2020 werd hij opgevolgd door Suraksha Sital-Hirasingh.
Tijdens de verkiezingen van 2025 werd hij op nummer 16 van de lijst van de NDP opnieuw gekozen als lid van DNA.